# Ethernet over SDH
In telecomunicazioni Ethernet Over SDH (EoS) o Ethernet over SONET è una tecnologia per la trasmissione ottimizzata di traffico Ethernet su reti telefoniche a trasmissione sincrona standard (SDH, Synchronous Digital Hierarchy e SONET, Synchronous Optical NETworking, quest'ultimo standard usato prevalentemente nel Nord America). 

## Descrizione
Le trame Ethernet da trasmettere sul link SDH/SONET vengono prima adattate in un blocco di incapsulamento (tipicamente secondo un algoritmo di tramatura generico, Generic Framing Procedure o GFP) per ottenere un flusso di dati sincrono a partire dal traffico Ethernet, che per sua natura è asincrono. Il flusso sincrono così generato viene poi mappato in una struttura di Virtual Container SDH/SONET. 
Dato che le bit rate tipiche del traffico Ethernet non coincidono con quelle tipiche della telefonia classica, è necessario utilizzare una struttura SDH/SONET più complessa rispetto a quella dei Virtual Container ordinari (concepiti sulla base delle bit rate in uso nella telefonia classica) in grado di trasportare la capacità di banda necessaria. Tipicamente questo si ottiene tramite la tecnica di concatenazione virtuale (VCAT) che consente di suddividere un unico traffico su più Virtual Container SDH/SONET indipendenti ma raggruppati logicamente come se si trattasse di un unico contenitore virtuale (VCG, Virtual Concatenation Group).
All'altra estremità del path SDH/SONET, il traffico viene processato al contrario: la concatenazione virtuale viene terminata in modo da ricreare la sequenza sincrona a bit rate più elevata, seguita dall'operazione di decapsulamento, sempre tramite protocolli GFP, così da ricostruire il flusso asincrono originale di trame Ethernet.
I path SDH/SONET possono essere basati su diversi tipi di Virtual Container: VC4 (circa 150 Megabit/secondo), VC3 (circa 48 Mb/s), VC12 (circa 2 Mb/s, SDH) o VC11 (circa 1.5 Mb/s, SONET). Un path concatenato virtualmente è composto da un gruppo di circuiti individuali (Virtual Container Group, VCG), dove ogni singolo circuito è composto da un singolo VC (membro) ma le estremità (terminazioni) sono le stesse per tutti. Tipicamente, i path concatenati virtualmente vengono denominati con una notazione del tipo <Capacità del Virtual Container>-<X>v, dove <Capacità del Virtual Container> indica il tipo di Virtual Container dei membri (VC4, VC3, VC12, VC11) e X indica il numero di membri concatenati. Per esempio: VC4-7v indica una concatenazione costituita da 7 VC4, equivalente a 7*150 Mb/s, ossia poco più di 1 Gb/s.
Questa flessibilità consente di sfruttare in modo migliore le varie granularità offerte dai container SDH/SONET, in modo da avvicinarsi il più possibile all'ampiezza di banda desiderata, riducendo al minimo la parte non utilizzata. In particolare:
- Per trasferire a piena banda un flusso Ethernet a 10 Mbit/s si usa un VC12-5v (invece di un VC3 richiesto dalla tecnologia tradizionale, che comporterebbe uno spreco di banda di oltre 30 Mbit/s)
- Per trasferire a piena banda un flusso Ethernet a 100 Mbit/s (detto anche Fast Ethernet) si usa un VC3-2v oppure un VC12-50v (invece di un VC4, che comporterebbe circa 40 Mbit/s di banda inutilizzata).
- Per trasferire a banda piena un flusso Ethernet a 1000 Mbit/s (detto anche Gigabit Ethernet) si usa un VC3-21v o più frequentemente un VC4-7v.

Le ampiezze di banda possibili sono mostrate nella seguente tabella:
| Contenitore (SDH) | Contenitore (SONET) | Tipo       | Capacità di Payload (Mbit/s) |
| ----------------- | ------------------- | ---------- | ---------------------------- |
| VC11-Xv           | VT1.5-Xv SPE        | Low Order  | X x 1.600 (X = da 1 a 63)    |
| VC12-Xv           | VT2-Xv SPE          | Low Order  | X x 2.176 (X = da 1 a 63)    |
| VC3-Xv            | -                   | Low Order  | X x 48.384 (X = da 1 a 192)  |
| VC3-Xv            | STS1-Xv SPE         | High Order | X x 48.384 (X = da 1 a 192)  |
| VC4-Xv            | STS3c-Xv SPE        | High Order | X x 149.76 (X = da 1 a 64)   |

Un'ulteriore ottimizzazione alla concatenazione virtuale proviene dall'impiego del protocollo LCAS (link capacity adjustment scheme) che consente di aumentare o diminuire in modo dinamico il numero di membri di una concatenazione virtuale con conseguente redistribuzione del traffico tra i membri, sia in modo permanente che in modo temporaneo (per esempio in caso di guasto su uno dei path del gruppo).
La corretta gestione del trasporto Ethernet ha implicato anche l'introduzione della rilevazione di nuovi allarmi e di nuove azioni conseguenti ad esse legate: è il caso per esempio del meccanismo del Client Signal Failure, che consente di remotizzare attraverso la rete SDH/SONET la perdita di uno dei link Ethernet all'ingresso della rete verso la corrispondente porta di uscita, che viene spenta, simulando così la completa trasparenza della rete di trasporto per quanto riguarda lo stato del link Ethernet ai morsetti.